# Ius strictum
Ius strictum ist strenges Recht, das ohne Rücksicht auf konkrete Gegebenheiten des Einzelfalles (bindend) anzuwenden ist. Dieses starre Recht bildet den Gegensatz zur aequitas, aus der sich das ius aequum entwickelt hat. Letzteres versucht unangemessene Härten, die das ius strictum mit sich bringt abzufedern, indem es den Einzelfall nach den Grundsätzen der Billigkeit oder nach Ermessen beurteilt. Striktes Recht ist typisch für unentwickelte Rechtsordnungen, denn der unerfahrene Gesetzgeber ist häufig der Auffassung, dass er die ins Auge gefassten Rechtsverhältnisse abschließend zu regeln vermag. Durch die Komplikationen, die die Lebenswirklichkeit für die Rechtspraxis mit sich bringt, ist er dann in Reaktion darauf häufig angehalten, neue Tatbestände zu schaffen oder zur Vermeidung von Unbilligkeiten, die Tatbestände zu abstrahieren, damit aus Obersätzen deduziert werden kann und Recht damit gestaltungsfähiger in Anwendung gebracht wird. Es verhalf dem ius gentium ab der römischen Kaiserzeit zum Durchbruch.
Für das antike römische Zivilrecht war allein das ausgesprochene Wort und die Anwendung des gesetzlichen Wortlauts ausschlaggebend. Die Wirksamkeit von Rechtsgeschäften hing von der exakten Erfüllung der gesetzlichen Vorgaben ab. Vom Wortlaut abweichendes Handeln war bei Rechtsgeschäften wie der Manzipation, der Selbstverpfändung oder bestimmter Verfügungsgeschäfte nicht denkbar. Der strengrechtliche Charakter des Rechtsgeschäfts spiegelte sich auch im Prozess, denn die Strenge des ius civile fand sich in den Klagerechten im Legisaktionenverfahren wieder. 
Strenges Recht ist außerdem gegen ius cogens, auch zwingendes Recht abzugrenzen. Es bezeichnet den bestehenden Typenzwang (Verwendung bestimmter Rechtsformen), der der Privatautonomie Schranken setzt und selbst gegen den erklärten Parteiwillen wirkt, unabdingbar ist. Im Gegensatz hierzu ist das ius dispositivum nachgiebiges Recht. Konkrete Parteienentscheidungen können entgegenstehende Vorschriften verdrängen. 
Das Vertragsrecht des BGB ist in der Regel dispositiv, das formelle Recht hingegen nicht.